# Sesriem

Vista del cañón desde arriba.

Sesriem es un cañón del río Tsauchab en Namibia. 
Durante un período de dos millones de años, el Tsauchab, a 80 kilómetros al oeste de su fuente, ha creado el cañón de Sesriem, que tiene aproximadamente un kilómetro de largo y llega a los 30 metros de profundidad de roca sedimentaria.  Tiene unos cinco millones de años.
El nombre Sesriem es afrikáans y significa seis cinturones en alemán , ya que los primeros pobladores del Dorslandtrekker tuvieron que atar seis correas que cortaron de las pieles de antílopes oryx para poder extraer agua.
El cañón de Sesriem tiene solo dos metros de ancho en su parte más estrecha. En la parte más lejana se vuelve cada vez más plano y ancho, para luego formar un lecho de río plano con bosque de galería, que también se cruza desde la pendiente hasta Sossusvlei. El cañón se ha convertido en un popular destino turístico por su proximidad a Sossusvlei, en cuyo parque se encuentra enclavado. 

## Galería de imágenes

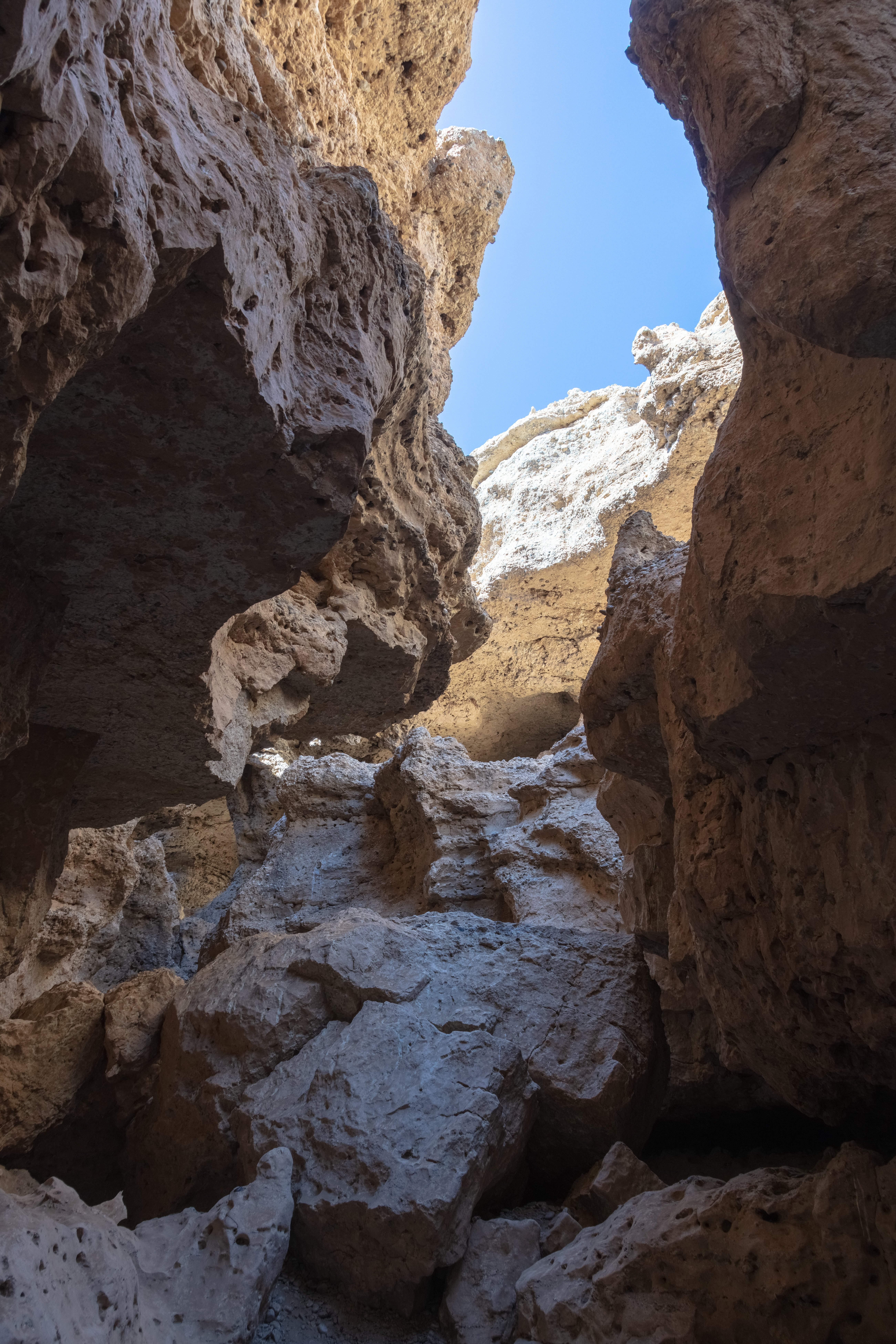
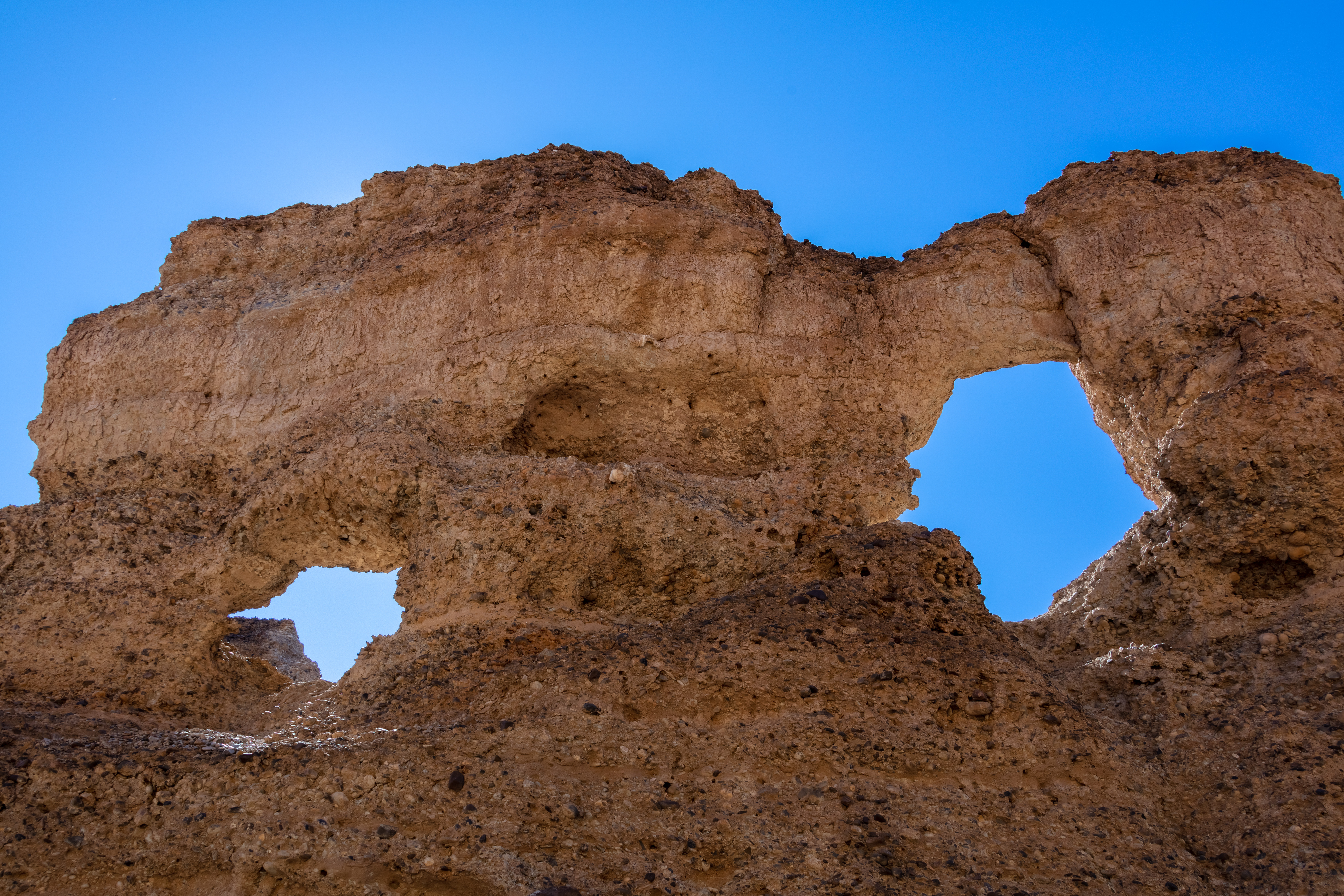
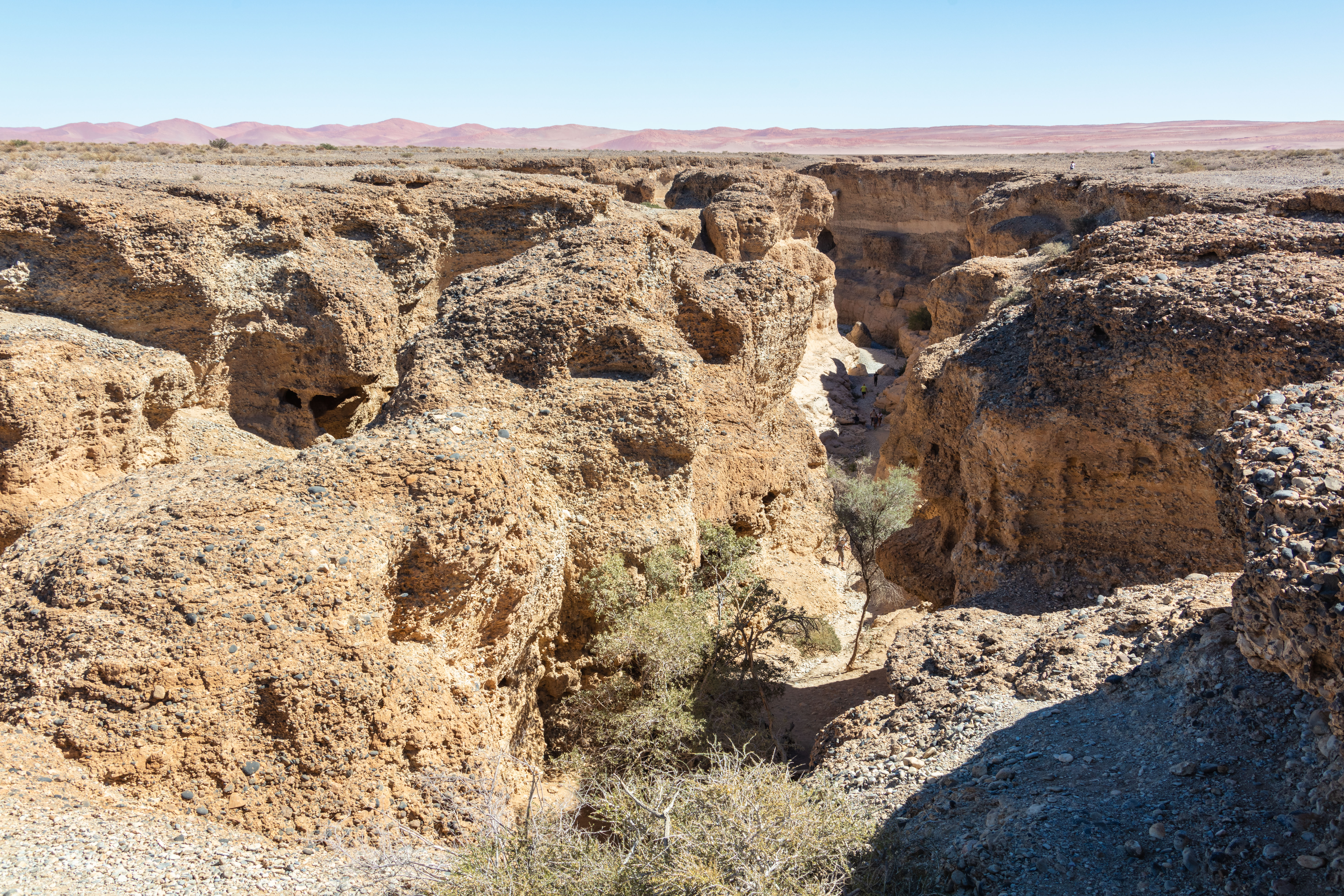
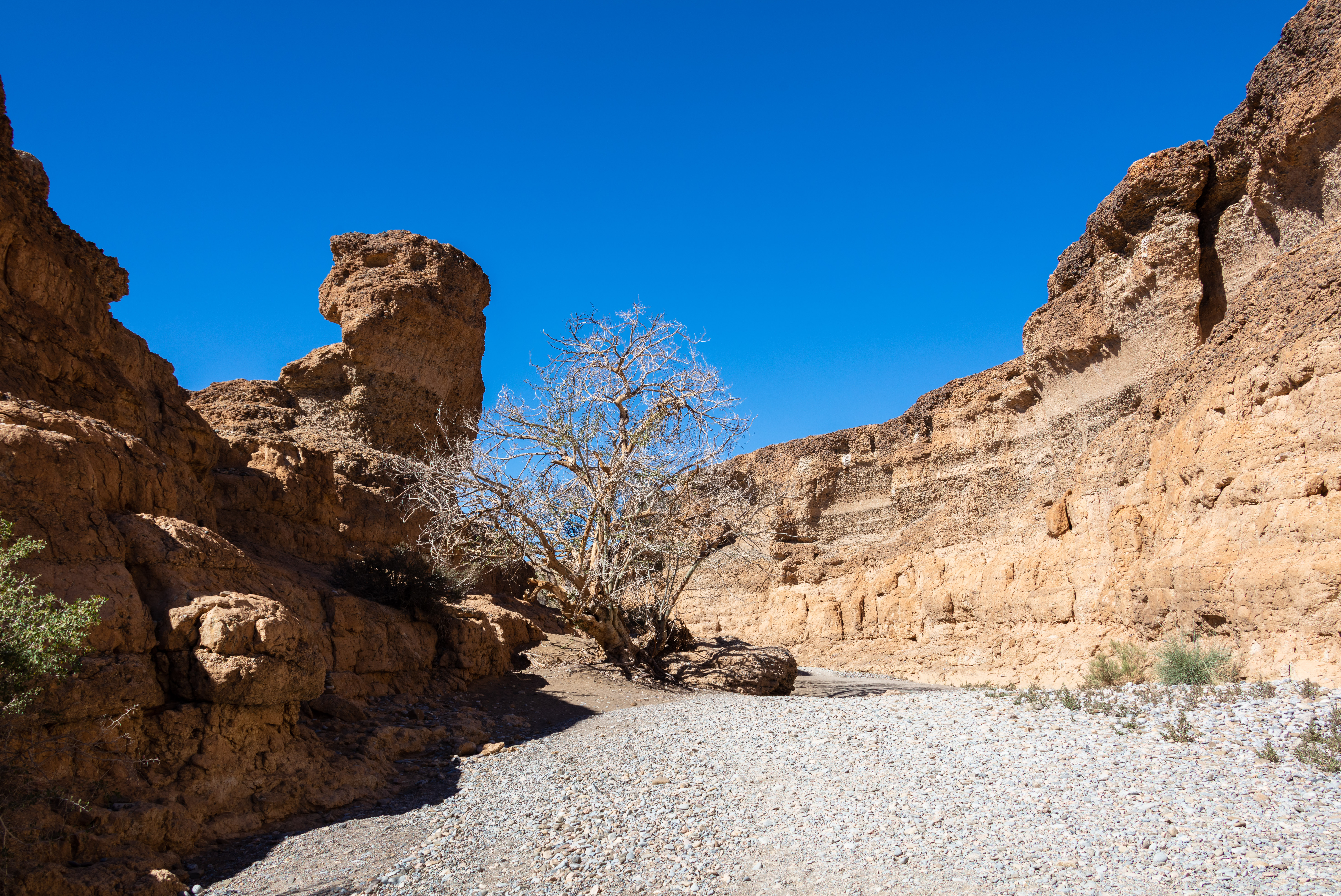
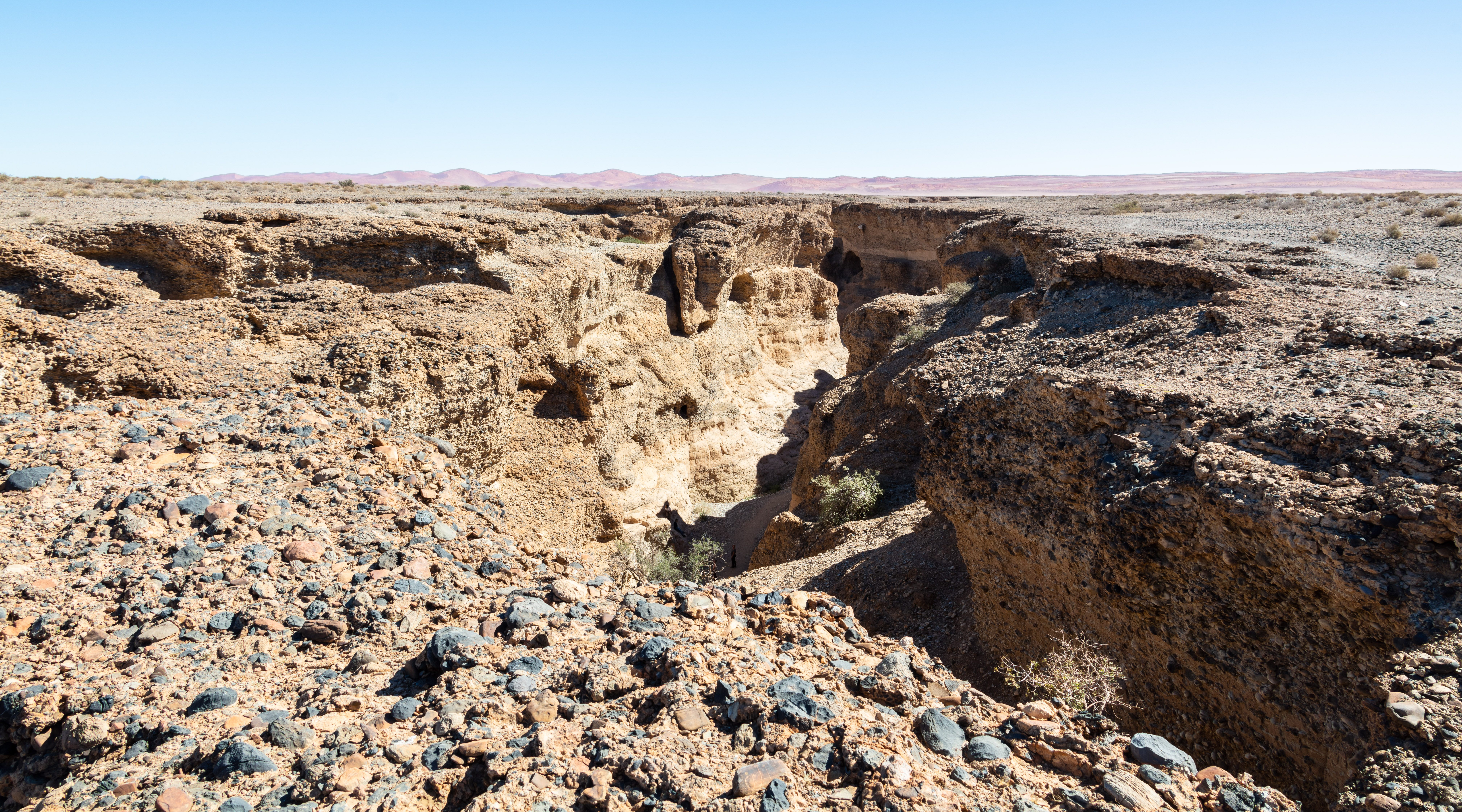
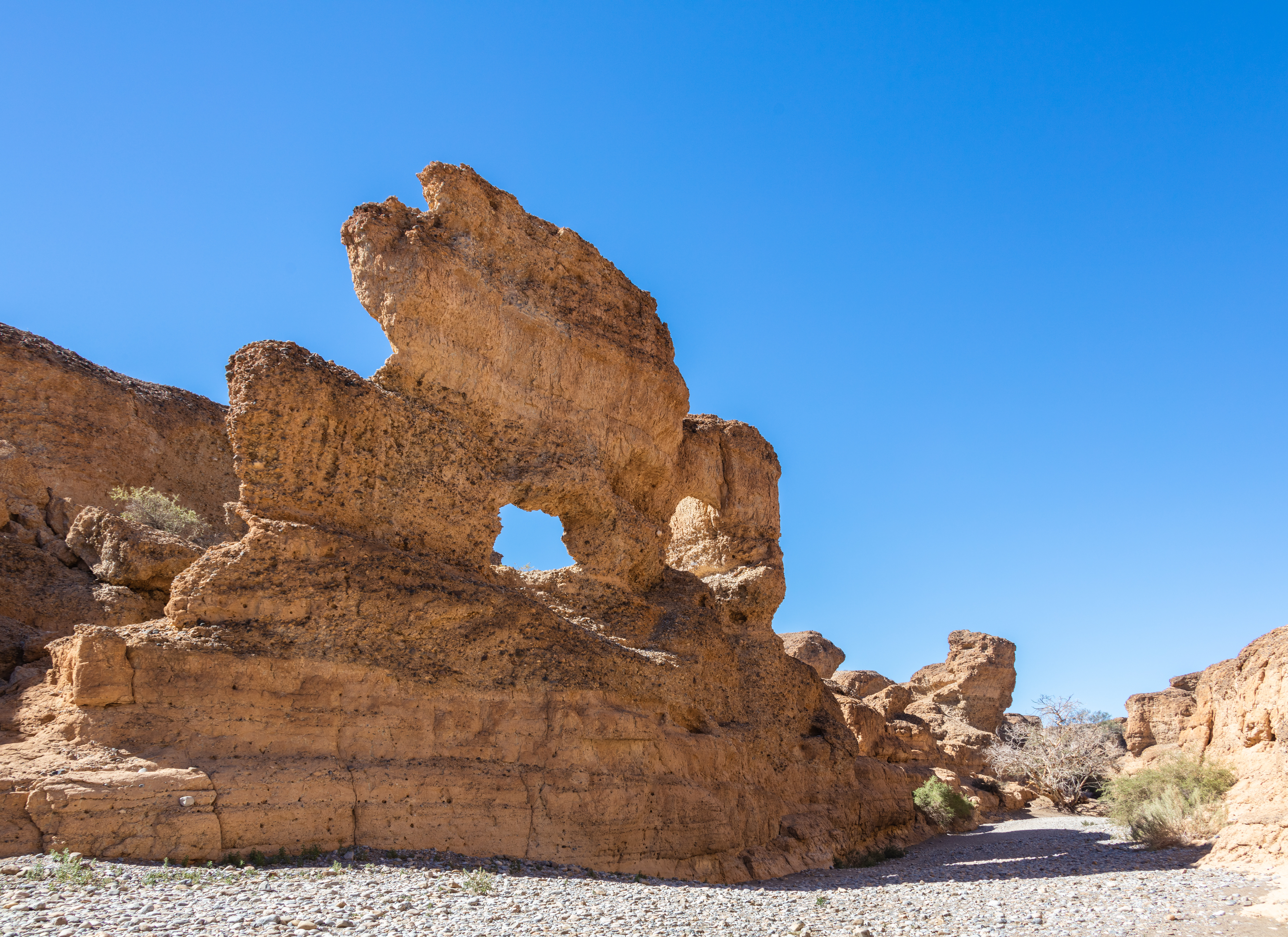
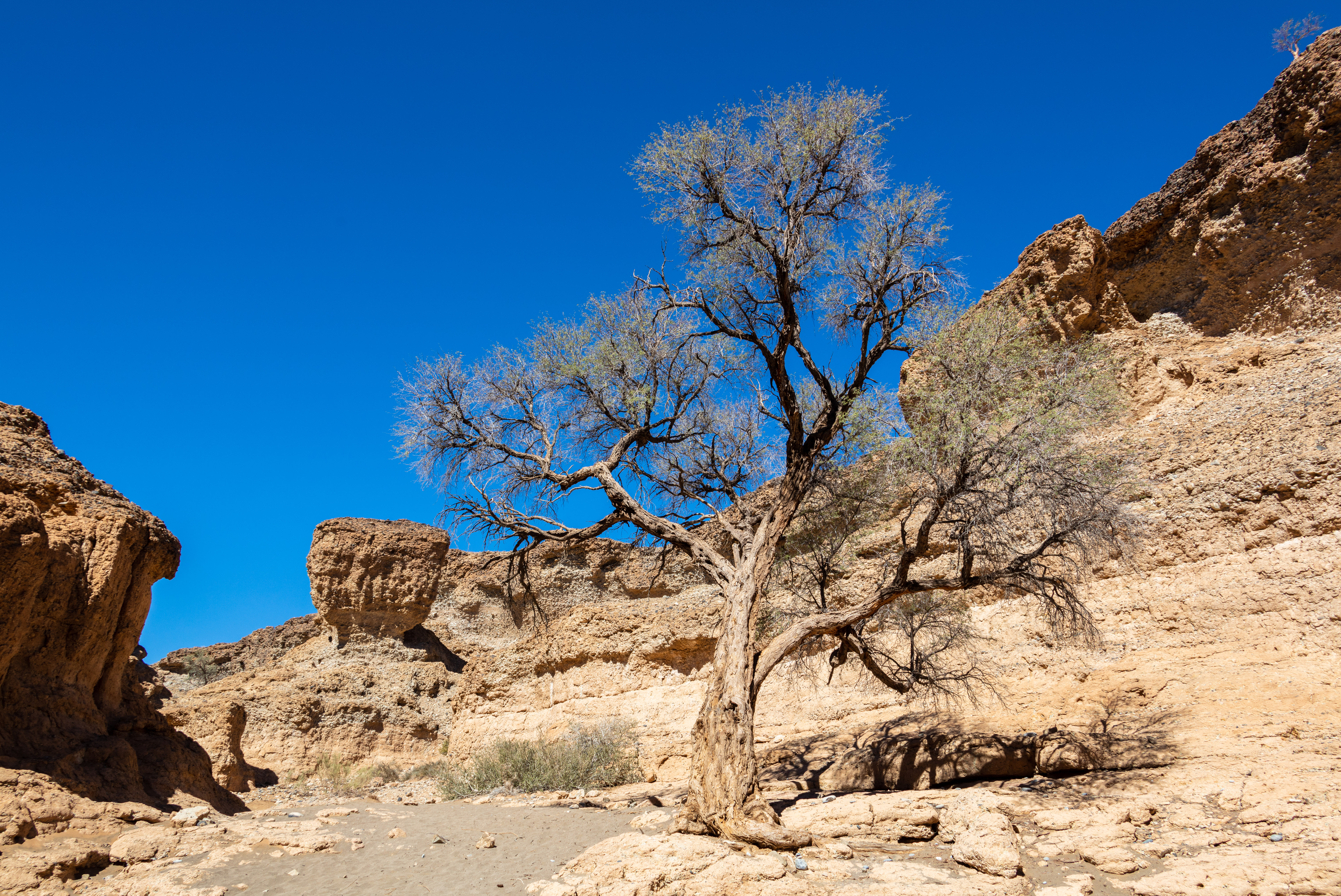

- Datos: Q390412
- Multimedia: Sesriem / Q390412